# Canton de Calais-1
Le canton de Calais-1 est une circonscription électorale française du département du Pas-de-Calais.

## Histoire
Un nouveau découpage territorial du Pas-de-Calais entre en vigueur à l'occasion des premières élections départementales suivant le décret du 24 février 2014. Les conseillers départementaux sont, à compter de ces élections, élus au scrutin majoritaire binominal mixte. Les électeurs de chaque canton élisent au Conseil départemental, nouvelle appellation du Conseil général, deux membres de sexe différent, qui se présentent en binôme de candidats. Les conseillers départementaux sont élus pour 6 ans au scrutin binominal majoritaire à deux tours, l'accès au second tour nécessitant 12,5 % des inscrits au 1er tour. En outre la totalité des conseillers départementaux est renouvelée. Ce nouveau mode de scrutin nécessite un redécoupage des cantons dont le nombre est divisé par deux avec arrondi à l'unité impaire supérieure si ce nombre n'est pas entier impair, assorti de conditions de seuils minimaux. Dans le Pas-de-Calais, le nombre de cantons passe ainsi de 77 à 39.
Le canton de Calais-1 est formé de dix communes issues des anciens cantons de Calais-Nord-Ouest (8 communes) et de Guînes (2 communes) et d'une fraction de la commune de Calais. Il est entièrement inclus dans l'arrondissement de Calais. Le bureau centralisateur est situé à Calais.

## Représentation
| Période élective | Période élective | Mandat | Mandat   | Identité              | Nuance | Nuance | Qualité |
| ---------------- | ---------------- | ------ | -------- | --------------------- | ------ | ------ | --- |
| 2015             | 2021             | 2015   | 2021     | Maïté Mulot-Friscourt |        | LR     | Fonctionnaire de police Maire-adjointe de Calais Présidente du groupe Union Action 62 (droite, centre, indépendants) |
| 2015             | 2021             | 2015   | 2021     | Michel Hamy           |        | DVD    | Employé de banque Maire de Coquelles Ancien conseiller général du Canton de Calais-Nord-Ouest (2008-2015)            |
| 2021             | 2028             | 2021   | en cours | Guy Heddebaux         |        | DVD    | Ancien employé Maire de Fréthun                                                                                      |
| 2021             | 2028             | 2021   | en cours | Maïté Mulot Friscourt |        | LR     | Conseillère sortante                                                                                                 |

### Résultats détaillés

#### Élections de mars 2015
À l'issue du 1er tour des élections départementales de 2015, deux binômes sont en ballottage : Michel Hamy et Maïté Mulot-Friscourt (Union de la Droite, 33,25 %) et Roger Demassieux et Françoise Vernalde (FN, 31,71 %). Le taux de participation est de 44,39 % (12 369 votants sur 27 867 inscrits) contre 51,81 % au niveau départemental et 50,17 % au niveau national.
Au second tour, Michel Hamy et Maïté Mulot-Friscourt (Union de la Droite) sont élus avec 61,4 % des suffrages exprimés et un taux de participation de 44,46 % (6 929 voix pour 12 435 votants et 27 970 inscrits).

#### Élections de juin 2021
Le premier tour des élections départementales de 2021 est marqué par un très faible taux de participation (33,26 % au niveau national). Dans le canton de Calais-1, ce taux de participation est de 30,58 % (8 706 votants sur 28 465 inscrits) contre 35,19 % au niveau départemental. À l'issue de ce premier tour, deux binômes sont en ballottage : Guy Heddebaux et Maïté Mulot Friscourt (DVD, 43,81 %) et Aurélie Crébouw et Jean-Marc Ponthieu (RN, 26,07 %).
Le second tour des élections est marqué une nouvelle fois par une abstention massive équivalente au premier tour. Les taux de participation sont de 34,36 % au niveau national, 34,96 % dans le département et 31,11 % dans le canton de Calais-1. Guy Heddebaux et Maïté Mulot Friscourt (DVD) sont élus avec 71,22 % des suffrages exprimés (5 755 voix pour 8 858 votants et 28 471 inscrits),,.

## Composition
Le canton de Calais-1 comprend dix communes et la partie de la commune de Calais située à l'ouest d'une ligne définie par l'axe des voies et limites suivantes : depuis le littoral, ligne droite parallèle au quai Vertillard passant par l'extrémité du quai en Eau-Profonde, quai de la Marée, canal de Calais à Saint-Omer, boulevard La Fayette, boulevard Pasteur, place d'Alsace, rue des Fontinettes, ligne de chemin de fer à partir de la gare des Fontinettes le long de la rue d'Epinal, jusqu'à la limite territoriale de la commune de Coquelles.
| Nom                            | Code Insee | Intercommunalité               | Superficie (km2) | Population (dernière pop. légale)                | Densité (hab./km2) | Modifier                                    |
| ------------------------------ | ---------- | ------------------------------ | ---------------- | ------------------------------------------------ | ------------------ | ------------------------------------------- |
| Calais (bureau centralisateur) | 62193      | CA Grand Calais Terres et Mers | 33,50            | Fraction : 23 403 (2022) Commune : 67 585 (2022) | 2 017              | modifier les données · modifier les données |
| Bonningues-lès-Calais          | 62156      | CA Grand Calais Terres et Mers | 8,49             | 598 (2022)                                       | 70                 | modifier les données · modifier les données |
| Coquelles                      | 62239      | CA Grand Calais Terres et Mers | 8,77             | 2 625 (2022)                                     | 299                | modifier les données · modifier les données |
| Escalles                       | 62307      | CA Grand Calais Terres et Mers | 7,29             | 218 (2022)                                       | 30                 | modifier les données · modifier les données |
| Fréthun                        | 62360      | CA Grand Calais Terres et Mers | 7,92             | 1 393 (2022)                                     | 176                | modifier les données · modifier les données |
| Hames-Boucres                  | 62408      | CA Grand Calais Terres et Mers | 12,82            | 1 428 (2022)                                     | 111                | modifier les données · modifier les données |
| Nielles-lès-Calais             | 62615      | CA Grand Calais Terres et Mers | 2,49             | 281 (2022)                                       | 113                | modifier les données · modifier les données |
| Peuplingues                    | 62654      | CA Grand Calais Terres et Mers | 10,43            | 789 (2022)                                       | 76                 | modifier les données · modifier les données |
| Pihen-lès-Guînes               | 62657      | CA Grand Calais Terres et Mers | 9,25             | 530 (2022)                                       | 57                 | modifier les données · modifier les données |
| Saint-Tricat                   | 62769      | CA Grand Calais Terres et Mers | 7,35             | 775 (2022)                                       | 105                | modifier les données · modifier les données |
| Sangatte                       | 62774      | CA Grand Calais Terres et Mers | 14,28            | 4 755 (2022)                                     | 333                | modifier les données · modifier les données |
| Canton de Calais-1             | 6218       |                                |                  | 36 795 (2022)                                    |                    | modifier les données                        |

## Démographie
En 2022, le canton comptait 36 795 habitants, en évolution de −2,56 % par rapport à 2016 (Pas-de-Calais : −0,72 %, France hors Mayotte : +2,11 %).
| 2013   | 2018   | 2022   |
| ------ | ------ | ------ |
| 39 082 | 36 915 | 36 795 |